# Тиманівка (зупинний пункт)
Тимані́вка — пасажирський залізничний зупинний пункт Шевченківської дирекції Одеської залізниці.
Розташований у південній частині села Тиманівка Тульчинського району Вінницької області на лінії Христинівка — Вапнярка між станціями Кирнасівка (13 км) та Вапнярка (8 км).
Зупиняються приміські дизель-поїзди, поїзди далекого слідування проходять без зупинки.
Зупинкою користуються мешканці сіл Тиманівка, Дранка.